# Joanna García
Joanna García-Swisher  (ur. 10 sierpnia 1979 w Tampie) – amerykańska aktorka. 

## Życiorys
Urodziła się w Tampa na Florydzie, gdzie była wychowywana przez matkę Lorraine. Wystąpiła po raz pierwszy w wieku 10 lat, kiedy brała udział w przesłuchaniach do lokalnej produkcji teatralnej. Została odkryta przez Disney Channel. Zagrała w wielu serialach.
W dniu 11 grudnia 2010 roku jej mężem został baseballista Cleveland Indians, Nick Swisher. Razem mają jedną córkę, Emerson Jay Swisher, urodzoną 21 maja 2013 w Cleveland, stan Ohio.

## Filmografia
- To nie jest kolejna komedia dla kretynów (2001), jako Sandy Sue
- American Pie 2 (2001), jako Christy
- A- List (2006), jako Naomi
- Extreme Movie (2008), jako Słodka Pie
- Podstępne druhny (2010), jako Parker
- Dawno, dawno temu (2013-18), jako syrenka Ariel[1]
- Astronaut Wives Club (2015), jako Betty Grissom
- Kevin (Probably) Saves the World (2017-18), jako Amy Cabrera
- Sweet Magnolias (2020), jako  Maddie Townsend